# Nhà thờ Sự thương khó của Thánh Gioan Baotixita ở Nitrianske Pravno
Nhà thờ Sự thương khó của Thánh Gioan Baotixita ở Nitrianske Pravno (tiếng Slovakia: Kostol umučenia svätého Jána Krstiteľa v Nitrianskom Pravne) là một nhà thờ giáo xứ Công giáo La Mã tọa lạc ở làng Nitra Pravno, vùng Trenčín, Slovakia. Công trình kiến trúc này là tòa nhà lớn nhất trong làng. Vào ngày 31 tháng 10 năm 1963, nhà thờ này được ghi danh vào Danh sách Di tích Trung ương theo quyết định của Bộ Văn hóa Cộng hòa Slovakia.

## Lịch sử
Nhà thờ Sự thương khó của Thánh Gioan Baotixita ở Nitrianske Pravno ban đầu được xây dựng bằng đá theo phong cách kiến trúc Gothic. Nhà thờ được xây dựng trong những thập kỷ đầu tiên của làng. Vào nửa sau của thế kỷ 16, giáo xứ bị ảnh hưởng bởi phong trào Kháng cách. Lúc mới xây dựng, nhà thờ phục vụ cả người Công giáo và người theo đạo Tin lành, nhưng nhà thờ chuyển sang đạo Tin lành vào năm 1527 dưới sự ảnh hưởng của các địa chủ. Trong các cuộc nổi dậy vào thế kỷ 17, nhà thờ bị đốt phá. Từ năm 1678, nhà thờ lại trở về thuộc quyền quản lý của Giáo hội Công giáo. Nhà thờ được tái thiết vào năm 1683 và 1686.